# Pallacanestro Olimpia Milano 1982-1983
L'Olimpia Milano 1982-1983, sponsorizzata Billy, ha preso parte al campionato professionistico italiano di pallacanestro di Serie A1.

## Verdetti stagionali
- Serie A1

regular season: 2° su 16 squadre (22 partite vinte su 20)
playoff: Finalista
- Coppa dei Campioni: Finalista

## Stagione
Il Billy come campione d'Italia, sempre guidato da Dan Peterson, disputa la Coppa dei Campioni superando negli ottavi i campioni turchi dell'Eczacıbaşı di Istanbul e nei quarti i francesi del Le Mans Sarthe Basket. Nella classifica finale del girone di semifinale è davanti a Real Madrid, CSKA Mosca, Maccabi Tel Aviv e Cibona Zagabria secondo solo alla Ford Cantù, Campione d'Europa in carica che quindi affronta il 24 marzo 1983 nella finale di Grenoble. La partita è molto equilibrata e vede i milanesi soccombere per un punto 68 a 69.
In campionato la squadra milanese termina la regular season al secondo posto dietro il Banco di Roma (a parità di punti i Romani meglio per differenza canestri). Nei play off nei quarti supera Varese con un netto due a zero mentre in semifinale per superare Pesaro occorrono tre partite (2 a 1). In finale l'Olimpia affronta il Banco di Roma guidato da Valerio Bianchini; dopo che le prime due partite sono state vinte dalle squadre di casa, il 19 aprile le due squadre si affrontano a Roma e la squadra capitolina vince la partita 97ª 83 conquistando il tricolore
.

## Roster
| Nazionalità | Nominativo          |
| ----------- | ------------------- |
| Italia      | Marco Baldi         |
| Italia      | Dino Boselli        |
| Italia      | Franco Boselli      |
| Stati Uniti | Mike D'Antoni       |
| Italia      | Vittorio Ferracini  |
| Italia      | Vittorio Gallinari  |
| Stati Uniti | John Gianelli       |
| Italia      | Dino Meneghin       |
| Italia      | Roberto Premier     |
| Italia      | Pierpaolo Del Buono |
| Italia      | Rinaldo Innocenti   |
| Italia      | Marco Rossi         |
| Italia      | Vincenzo Sciacca    |

## Staff tecnico
- Allenatore:  Dan Peterson[1]

## Risultati

### Serie A

#### Play off

##### Quarti di finale
| Arbitri: | Armando Pinto Alessandro Teofili |

|          |            |           |
| Peterson | Allenatori | Percudani |

| Arbitri: | Luciano Baldini Giovanni Battista Montella |

|           |            |          |
| Percudani | Allenatori | Peterson |

##### Semifinali
| Arbitri: | Alessandro Teofili Armando Pinto |

|          |            |        |
| Peterson | Allenatori | Skansi |

| Arbitri: | Giancarlo Vitolo Bruno Duranti |

|        |            |          |
| Skansi | Allenatori | Peterson |

| Arbitri: | Maurizio Martolini Paolo Fiorito |

|          |            |        |
| Peterson | Allenatori | Skansi |

##### Finali
| Arbitri: | Luciano Baldini Giovanni Battista Montella |

|           |            |          |
| Bianchini | Allenatori | Peterson |

| Arbitri: | Giorgio Gorlato Paolo Zanon |

|          |            |           |
| Peterson | Allenatori | Bianchini |

| Arbitri: | Vitolo Duranti |

|           |            |          |
| Bianchini | Allenatori | Peterson |